# Asteromáta
 (février 2025).
La mise en forme du texte ne suit pas les recommandations de Wikipédia : il faut le « wikifier ».
Les points d'amélioration suivants sont les cas les plus fréquents. Le détail des points à revoir est peut-être précisé sur la page de discussion.
- Les titres sont pré-formatés par le logiciel. Ils ne sont ni en capitales, ni en gras.
- Le texte ne doit pas être écrit en capitales (les noms de famille non plus), ni en gras, ni en italique, ni en « petit »…
- Le gras n'est utilisé que pour surligner le titre de l'article dans l'introduction, une seule fois.
- L'italique est rarement utilisé : mots en langue étrangère, titres d'œuvres, noms de bateaux, etc.
- Les citations ne sont pas en italique mais en corps de texte normal. Elles sont entourées par des guillemets français : « et ».
- Les listes à puces sont à éviter, des paragraphes rédigés étant largement préférés. Les tableaux sont à réserver à la présentation de données structurées (résultats, etc.).
- Les appels de note de bas de page (petits chiffres en exposant, introduits par l'outil «  Source ») sont à placer entre la fin de phrase et le point final[comme ça].
- Les liens internes (vers d'autres articles de Wikipédia) sont à choisir avec parcimonie. Créez des liens vers des articles approfondissant le sujet. Les termes génériques sans rapport avec le sujet sont à éviter, ainsi que les répétitions de liens vers un même terme.
- Les liens externes sont à placer uniquement dans une section « Liens externes », à la fin de l'article. Ces liens sont à choisir avec parcimonie suivant les règles définies. Si un lien sert de source à l'article, son insertion dans le texte est à faire par les notes de bas de page.
- La présentation des références doit suivre les conventions bibliographiques. Il est recommandé d'utiliser les modèles {{Ouvrage}}, {{Chapitre}}, {{Article}}, {{Lien web}} et/ou {{Bibliographie}}. Le mode d'édition visuel peut mettre en forme automatiquement les références.
- Insérer une infobox (cadre d'informations à droite) n'est pas obligatoire pour parachever la mise en page.

Pour une aide détaillée, merci de consulter Aide:Wikification.
Si vous pensez que ces points ont été résolus, vous pouvez retirer ce bandeau et améliorer la mise en forme d'un autre article.
Chansons représentant la Grèce au Concours Eurovision de la chanson
Zári
(2024)
Asteromáta (grec moderne : Αστερομάτα, [asteroˈmata], « Yeux étoilés ») est une chanson de la chanteuse grecque Klavdía, écrite par Arcade et Klavdía avec une production assurée par Arcade. Elle est sortie le 10 janvier 2025 et représentera la Grèce au Concours Eurovision de la chanson 2025.

## Contexte et composition
Asteromáta a été écrite par Klavdía Papadopoúlou avec Arcade.
La chanson parle des réfugiés grecs et autres et du lien spécial qui les unit à leur patrie, qu'ils n'oublient jamais, peu importe où qu'ils se trouvent. Dans la chanson, un dialogue métaphorique se noue entre une mère et son enfant disparu, qui la réconforte et vice-versa.
Dans une entrevue, Klavdía, qui est d'origine grecque pontique,, a expliqué que le message de la chanson vise à honorer ceux qui ont été forcés d'abandonner leur patrie, transmettant un message d'espoir et de résilience.

## Concours Eurovision de la chanson

### Ethnikós Telikós 2025
L’Ethnikós Telikós 2025 a été organisé par la Société hellénique de radiodiffusion (ERT) pour sélectionner sa candidature au Concours Eurovision de la chanson de cette année-là.
Le 10 janvier 2025, lors de l'émission ERT1 Proian se eidon, il a été annoncé que Klavdía participerait à la finale nationale grecque du Concours Eurovision de la Chanson 2025, baptisée Ethnikós Telikós 2025, avec la chanson « Asteromáta » (Αστερομάτα),. La chanson a remporté l'Ethnikós Telikós le 30 janvier 2025, arrivée à la première place du jury national et international, ainsi que des votes du public, qualifiant ainsi la chanson pour représenter la Grèce au Concours Eurovision de la chanson.

### À l'Eurovision
Le Concours Eurovision de la Chanson 2025 se déroulera à la Halle Saint-Jacques de Bâle, en Suisse, et comprendra deux demi-finales qui se tiendront respectivement les 13 et 15 mai, et la finale le 17 mai 2025. Lors du tirage au sort qui a eu lieu le 28 janvier 2025, la Grèce a été tirée au sort pour participer à la deuxième demi-finale, se produisant dans la première moitié du spectacle.

## Graphiques
| Graphique (2025)    | Meilleure position |
| ------------------- | ------------------ |
| Grèce Locale (IFPI) | 3                  |

| Pays   | Date            | Format(s) | Version   | Étiquette          | Ref.   |
| ------ | --------------- | --------- | --------- | ------------------ | ------ |
| Divers | 10 janvier 2025 |           | originale | Panik Records (el) | [ 10 ] |